# Réserve naturelle régionale des hautes-chaumes du Rothenbach
La réserve naturelle régionale des hautes-chaumes du Rothenbach (RNR187) est une réserve naturelle régionale située en Alsace dans la région Grand Est sur le territoire  de la commune de Wildenstein. Classée en 2008, elle occupe une surface de 94 hectares à proximité de la route des Crêtes et protège un ensemble de pelouses sommitales.

## Localisation

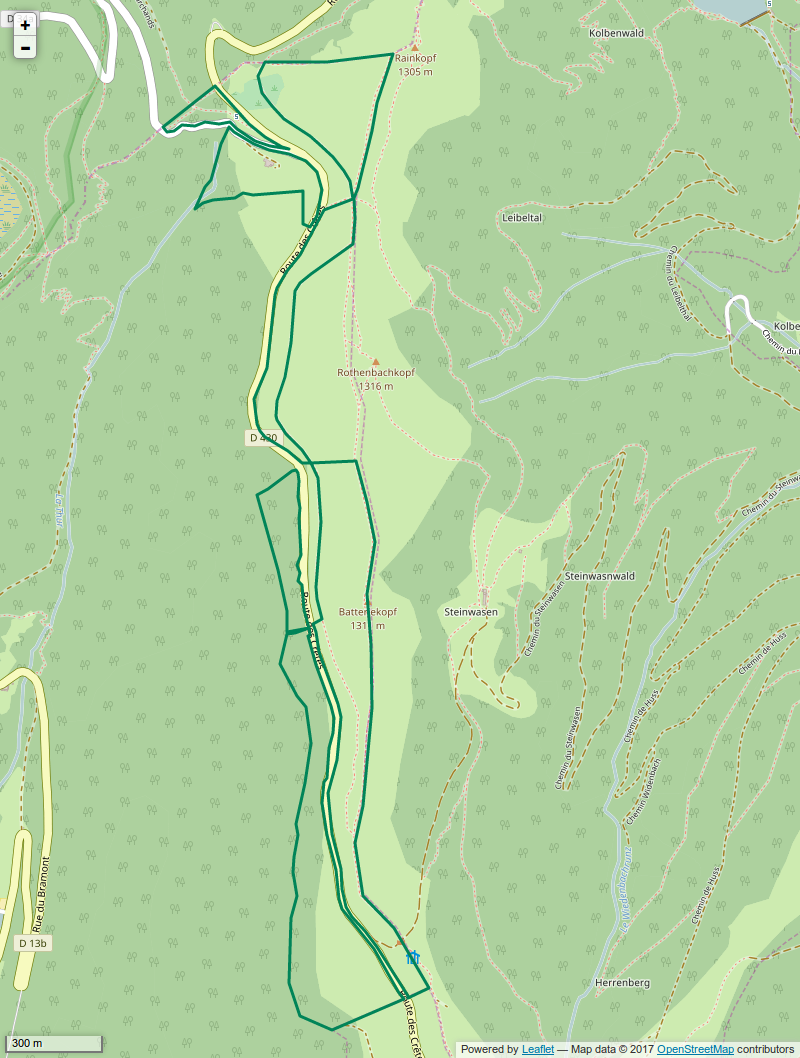
Périmètre de la réserve naturelle.

Le territoire de la réserve naturelle est dans le département du Haut-Rhin, sur la commune de Wildenstein et sur le versant ouest du chainon allant du Rainkopf au Batteriekopf en passant par le Rothenbachkopf. Il se situe de part et d'autre de la route des Crêtes entre 900 m et 1 300 m, sur une longueur d'environ 3,5 km.

## Histoire du site et de la réserve
Le pâturage des hautes chaumes est pratiqué depuis des temps anciens. Pour conserver ces milieux, il est toujours pratiqué de manière extensive par des vaches de race vosgienne.

## Écologie (biodiversité, intérêt écopaysager…)
On trouve sur le site un ensemble de pelouses sommitales sur sol acide avec par endroits des landes à éricacées. Les chaumes dites « primaires » existent depuis l'origine sans intervention de l'homme. Les chaumes « secondaires » sont le résultat d'un défrichement. Plus bas dans le versant, se rencontre la forêt d’altitude avec une hêtraie subalpine, et des boisements à frênes et érables sycomores.

### Flore
On trouve sur le site les espèces sommitales caractéristiques de la flore du massif des Vosges. Parmi celles-ci, on peut noter l'Alchemille pâlissante, le Botryche à feuilles de Matricaire, la Pédiculaire feuillée, la Pulsatille des Alpes et le Lis martagon.

### Faune
Les rochers côté alsacien accueillent des hardes de Chamois tandis que le Cerf préfère les milieux plus fermés. Dans les reptiles, on peut rencontrer le Lézard vivipare. L'avifaune compte 59 espèces dont le Merle à plastron. Enfin, le Cuivré de la bistorte, papillon patrimonial fréquente les zones humides du site.

## Intérêt touristique et pédagogique
Le Centre d’initiation à la nature et à l’environnement du Rothenbach propose de faire découvrir la réserve naturelle. Des sentiers parcourent la crête et permettent de profiter du panorama.

## Administration, plan de gestion, règlement
La réserve naturelle est gérée par le Conservatoire des Sites Alsaciens.

### Outils et statut juridique
La réserve naturelle a été créée par une délibération du Conseil régional d'Alsace du 28 mars 2008.